# Montacuta phascolionis
Montacuta phascolionis är en musselart som beskrevs av Philippe Dautzenberg och Fischer H. 1925. Montacuta phascolionis ingår i släktet Montacuta, och familjen Montacutidae. Arten är reproducerande i Sverige.